# Ostrów Wielkopolski
Ostrów Wielkopolski (en allemand : Ostrowo) est une ville de Pologne située dans le Sud-Est de la voïvodie de Grande-Pologne dont elle est la cinquième plus grande ville. C'est le chef-lieu du powiat d'Ostrów Wielkopolski et également le centre administratif de la gmina rurale d'Ostrów Wielkopolski, bien que la ville ne fasse pas partie de son territoire.

## Géographie
La ville appartient à la région historique de Grande-Pologne. Elle a une superficie de 42,4 km2 et est aujourd'hui considérée comme la plus importante ville du sud de la voïvodie de Grande-Pologne.

## Histoire
Vers l'an 1404, Ostrów Wielkopolski dans la voïvodie de Kalisz obtint le statut de ville. À cette époque, elle était une station sur la route commerciale de Kalisz à Wrocław en Silésie. Au fil des siècles, la population a diminué à la survenue d'épidémies de peste et d'incendies.

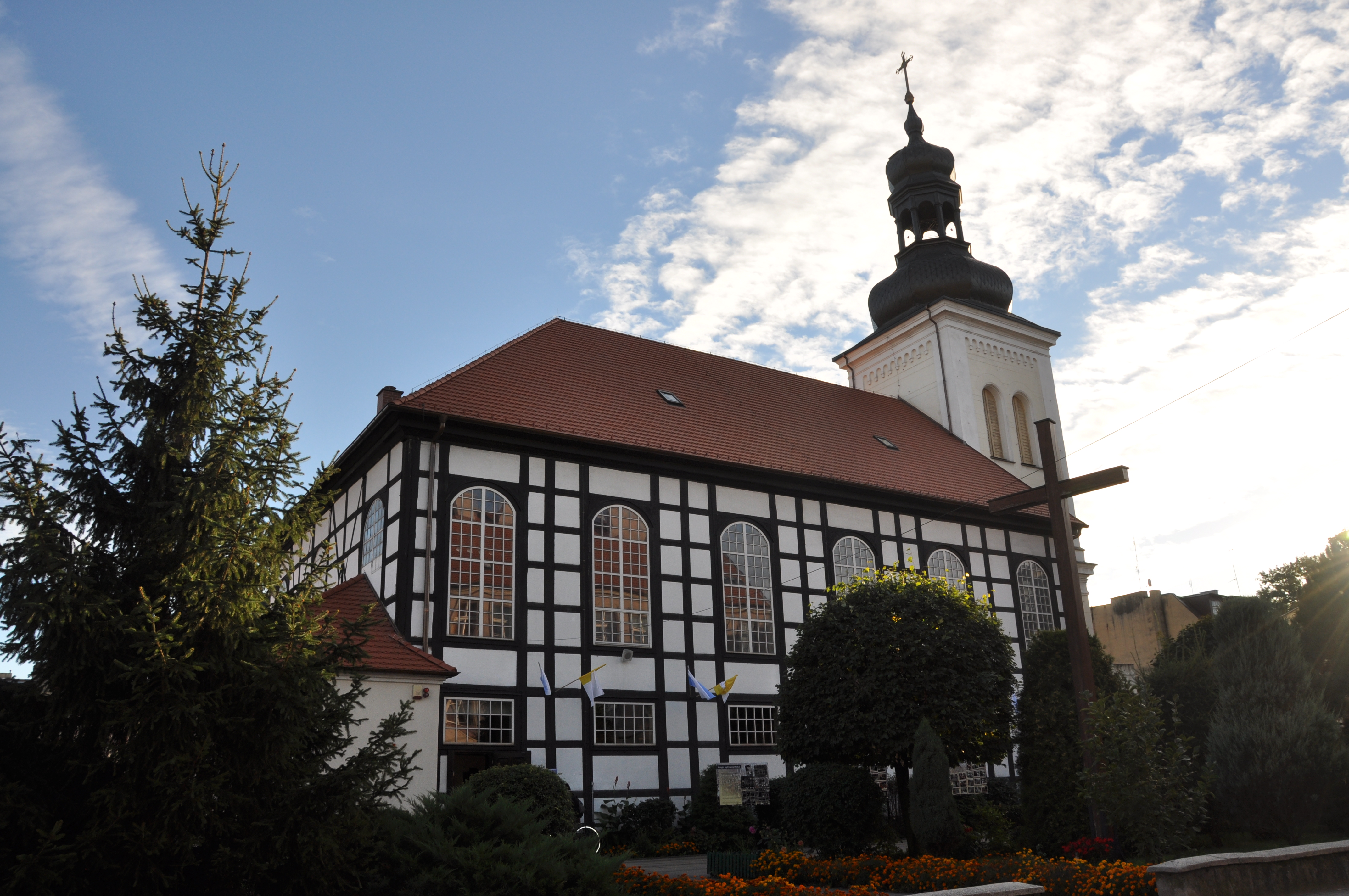
L'ancienne église protestante.

La ville fut refondée le 26 mai 1714 par le magnat polonais Jan Jerzy Przebendowski (1638-1729), trésorier du roi Auguste II, et repeuplée avec des colons allemands. En 1778, une église protestante en bois a été construite.
Lors du deuxième partage de la Pologne en 1793, Ostrów est attribuée au royaume de Prusse et est incorporée dans la province de Prusse-Méridionale puis, après le congrès de Vienne en 1815, dans le grand-duché de Posen (remplacé par la province de Posnanie en 1848) dans l'arrondissement d'Adelnau puis à partir de 1887, dans l'arrondissement d'Ostrowo. La ville était située non loin des limites du royaume de Pologne au sein de l'Empire russe ; dans un dernier temps, elle a souffert de la sa situation frontalière. Depuis le règne du roi Frédéric-Guillaume IV, de 1840 à 1861, elle a été intéressée par une croissance économique et démographique.
Après la Première Guerre mondiale et l'insurrection de Grande-Pologne, la ville revint à la Deuxième République de Pologne en 1920.

## Communication
Aéroport le plus proche : aéroport de Poznań.

## Jumelages
La ville d'Ostrów Wielkopolski est jumelée avec :
- Nordhausen (Allemagne) depuis 1995 ;
- Delitzsch (Allemagne) depuis 2000 ;
- Lecce (Italie) depuis 2006 ;
- Brantford (Canada).
- Bergerac (France) depuis octobre 2017[2]

## Personnalités liées à la ville
- Edmund Dalbor (1869-1926), cardinal de l'Église catholique romaine ;
- Krzysztof Komeda (1931-1969), pianiste, compositeur de musique de films et de jazz ;
- Krzysztof Lijewski (né en 1983), handballeur ;
- Marlena Maląg, née en 1964, ministre et députée ;
- Katarzyna Pawłowska (née en 1989), coureuse cycliste.

## Notes et références

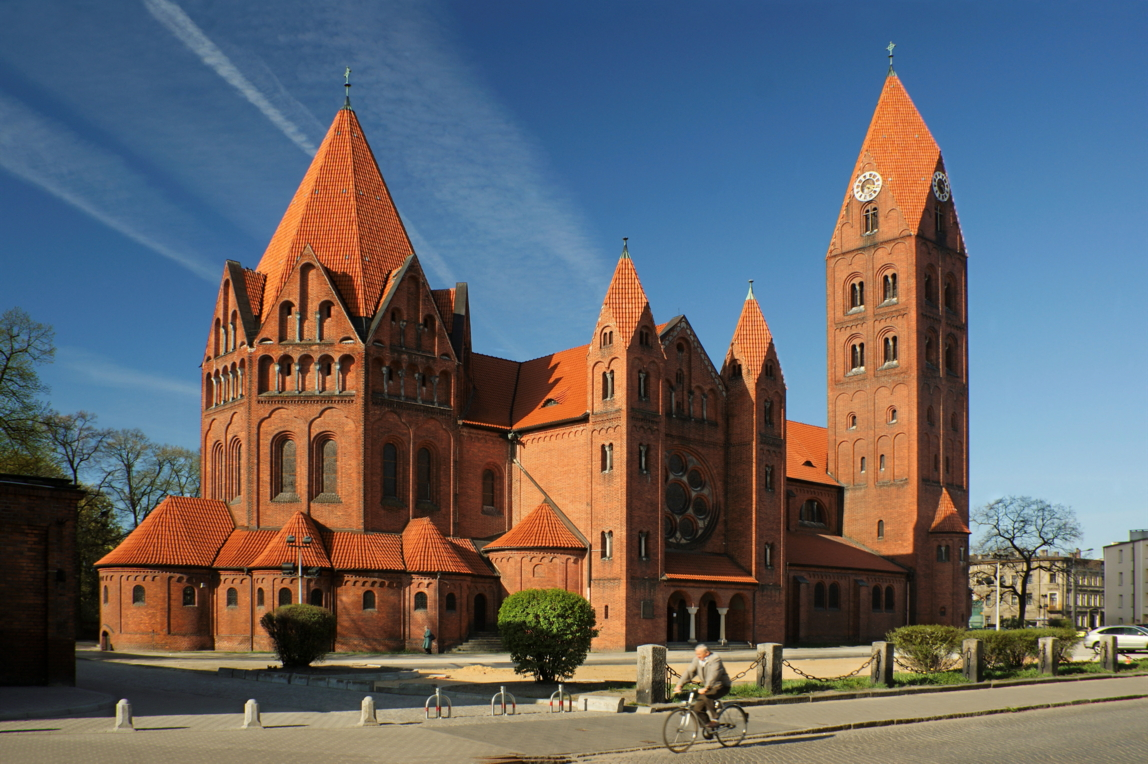
Konkatedra św. Stanisława Biskupa
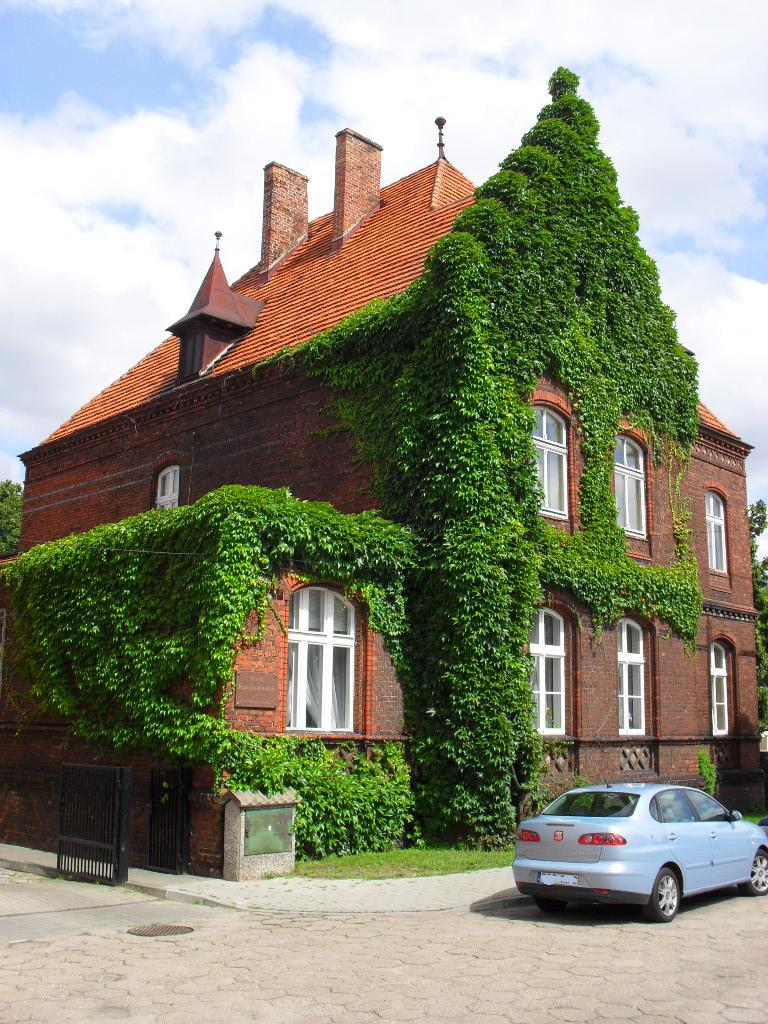
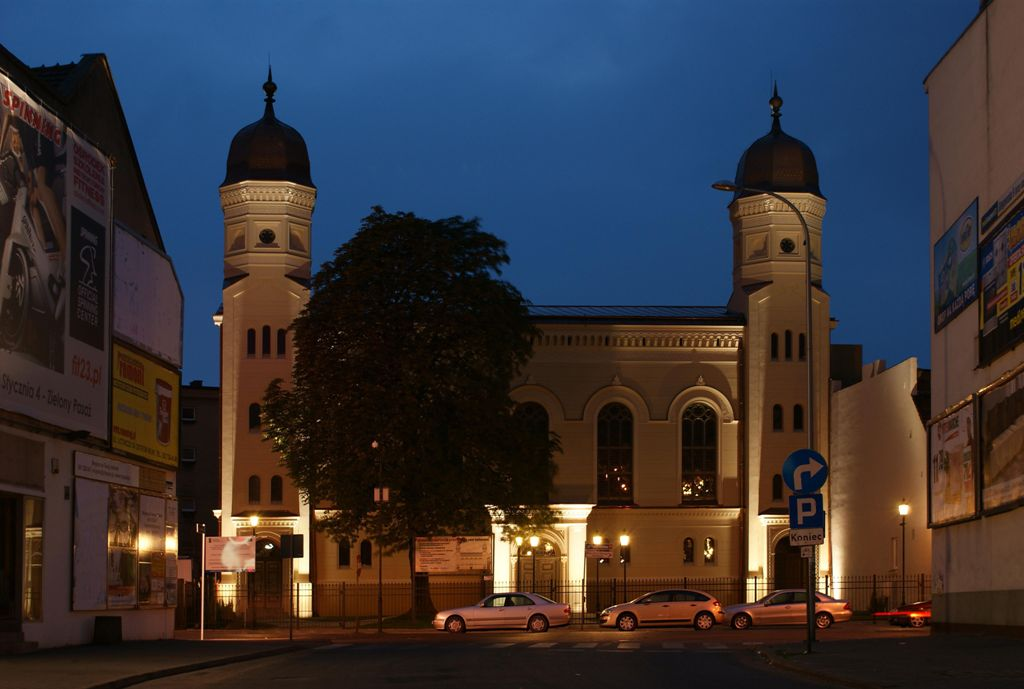
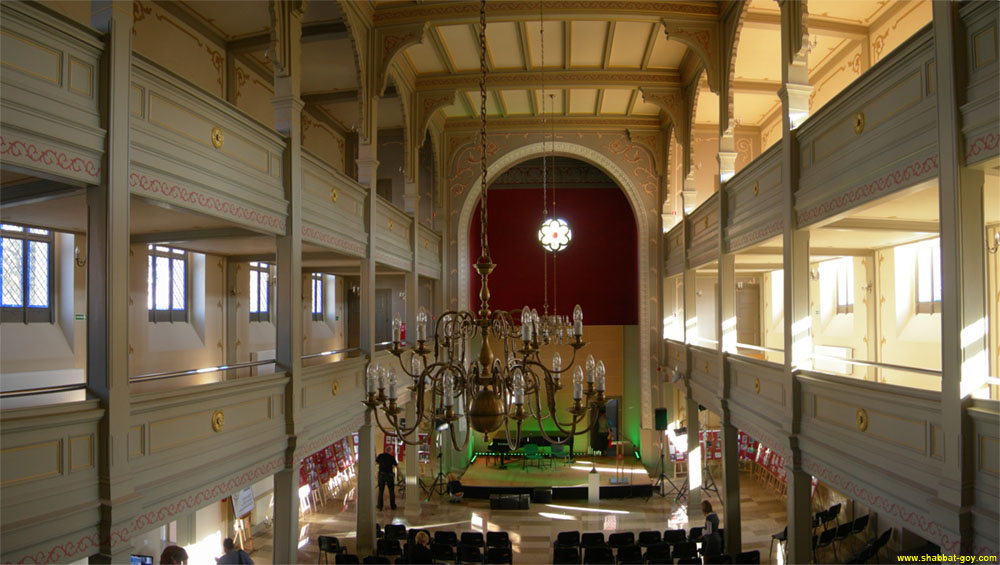
Intérieur de la synagogue